# Wiesbadener Golf-Club
Der Wiesbadener Golf-Club e.V. in Wiesbaden ist der älteste deutsche Golfclub.

## Geschichte
Der Club wurde 1893 durch einige Briten gegründet. Der Exerzierplatz in Dotzheim und anschließend die Pferderennbahn in Erbenheim (heute als Flugplatz Wiesbaden-Erbenheim genutzt) dienen als erste provisorische Golfanlagen. Erst 1911 begann der Platzbau auf den so genannten Gehrn-Wiesen am Chausseehaus, nachdem der damalige Regierungspräsident Wilhelm von Meister als Vorsitzender des Wiesbadener Golf-Clubs mit dem Magistrat die Pacht des Platzes vereinbaren konnte. In den 1930er Jahren war der Sektfabrikant Karl Henkell Präsident des Wiesbadener Golf-Clubs, der elf Jahre auch Präsident des Deutschen Golfverbandes war. Nach 1945 übernahmen Hanns von Schertel und Otto Henkell die Leitung des Wiesbadener Golf-Clubs. Der Club, der heute eine 9-Loch-Golfanlage betreibt, gewann 1963 den Clubpokal von Deutschland.

## Golfplatz
Der 9-Loch-Golfplatz im Tal des Gehrner Bachs ist einer von drei Golfplätzen im Stadtgebiet Wiesbaden und wurde 1911 durch einen Gartenbauinspektor namens Hirsch geplant. Er wurde 2002 durch das Planungsbüro Städler & Reinmuth Golfdesign neu gestaltet. Über den Platz verläuft die Aartalbahn. (⊙)